# Mariusz Pawlak
Mariusz Piotr Pawlak (ur. 19 stycznia 1972 w Gdańsku) – polski piłkarz, trener piłkarski, wychowanek Lechii Gdańsk.

## Sukcesy

### Drużynowe

#### Polonia Warszawa
- Mistrzostwo Polski (1): 1999/2000
- Puchar Polski (1): 2000/01
- Puchar Ligi Polskiej (1): 1999/2000
- Superpuchar Polski (1): 2000

#### Dyskobolia Grodzisk Wielkopolski
- Puchar Polski (1): 2004/05

## Kariera zawodnicza
Pawlak rozegrał w swojej karierze piłkarskiej 224 spotkania w Ekstraklasie, strzelił w nich 14 bramek. Jego debiut w I lidze nastąpił w dniu 29 lipca 1995 w meczu pomiędzy Lechią Gdańsk a Śląskiem, wygranym przez drużynę z Gdańska 2:1. W latach 1996–2002 grał w Polonii Warszawa, z którą odniósł największe sukcesy w historii klubu: Mistrzostwo Polski, Puchar Ligi i Superpuchar w roku 2000 oraz Puchar Polski w 2001 r. Z Konwiktorskiej przeszedł w 2002 do Dyskobolii Grodzisk Wlkp. W sezonie 2006/2007 reprezentował barwy Lechii Gdańsk, następnie wrócił do Polonii Warszawa, gdzie 3 stycznia 2008 został grającym asystentem trenera Dariusza Wdowczyka. W 2009 przeszedł do Olimpii Grudziądz, gdzie zakończył karierę zawodniczą.

## Kariera reprezentacyjna
| l.p. | Data           | Miejsce | Przeciwnik | Rezultat | Rozgrywki  | Grał   | Uwagi |
| ---- | -------------- | ------- | ---------- | -------- | ---------- | ------ | ----- |
| 1.   | 4 czerwca 2000 | Lozanna | Holandia   | 1-3      | towarzyski | od 87' |       |

## Kariera trenerska
20 czerwca 2011 Mariusz Pawlak został pierwszym trenerem II-ligowego Znicza Pruszków, z którym w sezonie 2011/12 wywalczył czwarte miejsce w lidze, 30 czerwca 2012 opuścił klub z Pruszkowa. 1 lipca 2012 roku został trenerem II-ligowej Chojniczanki Chojnice, z którą w sezonie 2012/13 wywalczył awans z drugiego miejsca do I ligi. W późniejszym czasie trenował Gryfa Wejherowo, GKS Bełchatów i Olimpię Grudziądz. 6 listopada 2019 został trenerem Wisły Puławy, z którą w sezonie 2020/21 awansował do II ligi, gdzie pracował do 2023 roku. Następnie po przepracowaniu jednego sezonu w Olimpii Grudziądz, w 2024 roku został zatrudniony jako trener stołecznego klubu Polonii Warszawa.

## Życie prywatne
Jest żonaty i ma dwójkę dzieci: starszą córkę Paulinę (ur. 1995 rok) i syna Kamila.